# Alfa Romeo 6C 2300 MM
Alfa Romeo 6C 2300 MM – samochód sportowy produkowany przez włoską firmę Alfa Romeo w latach 1935–1939. Wyposażony był on w zamknięte nadwozie. Samochód był napędzany przez silnik o pojemności 2,3 l. 

## Dane techniczne
- Silnik: R6 2,3 l (2309 cm³)
- Układ zasilania: b.d.
- Średnica × skok tłoka: b.d.
- Stopień sprężania: b.d.
- Moc maksymalna: 95 KM (70 kW)
- Maksymalny moment obrotowy: b.d.
- Prędkość maksymalna: b.d.